# کوه اورست
کوه اورست (به نپالی: ساگارماتا (सगरमाथा به معنی سر آسمان)؛ به تبتی: چومولونگما؛ به چینی: ژومولانگما (珠穆朗玛) بلندترین کوه و بلندترین نقطهٔ کرهٔ زمین است. ارتفاع قلهٔ آن از سطح دریا برابر با ۸۸۴۸٫۸۶ متر (حدودا ۲۹٬۰۱۵ پا) است. قلهٔ اورست جزو رشته کوه هیمالیا است و در کشور نپال قرار دارد.
در سال ۱۸۵۶ در طرح نقشه‌برداری مثلثاتی بزرگ هند، برای نخستین‌بار، ارتفاع قله اورست که در آن زمان با نام قله ۱۵ شناخته می‌شد به مقدار ۸٬۸۴۰ متر گزارش شد. در سال ۱۸۶۵ نام انگلیسی رسمی اورست را انجمن سلطنتی جغرافیا بنابر توصیه‌نامه اندرو اسکات واو، رئیس وقت ممیزی بریتانیا در هندوستان انتخاب کردند. این نام به افتخار جرج اورست و علی‌رغم مخالفت خود او انتخاب شد. واگ نمی‌توانست یک نام محلی و عمومی را پیشنهاد کند. چرا که در آن زمان امکان دسترسی افراد بیگانه به تبت و نپال وجود نداشت. با این حال، نام چامولونگما برای سده‌های متمادی در میان تبتی‌ها و نپالی‌ها رایج بود.
قله اورست توجه بسیاری از کوه نوردان را در همه رده‌ها جلب کرده است. از کوه‌نوردان حرفه‌ای و مجرب تا کوه‌نوردان مبتدی که مایل به پرداخت مبالغ قابل توجهی هستند تا توسط کوه‌نوردان حرفه‌ای راهنمایی شوند و صعودی کامل و موفقیت‌آمیز را رقم بزنند. با وجودی که مسیر استاندارد صعود این کوه، حاکی از عدم احتیاج به تجهیزات و حربه‌های حرفه‌ای و دشوار است (صعود به قله‌های هشت هزار متری دیگر از قبیل کی۲ و نانگا پاربات بسیار دشوارتر است) اما عوامل خطرآفرین طبیعی از قبیل ارتفاع‌زدگی، بادهای شدید و آب‌وهوای نامطلوب، ریزش بهمن و ناحیهٔ خطرناک یخشار خومبو نیز وجود دارند. تا انتهای فصل کوه‌نوردی سال ۲۰۰۷، ۳٬۶۷۹ صعود به قله از سوی ۲٬۴۳۶ نفر انجام گرفت. بر پایه آمار ثبت شده تا سال ۲۰۱۹ اورست جان بیش ۳۰۰ نفر را گرفته که اجساد بسیاری از آنها در همان منطقه باقی مانده است. علاوه بر آن هشت نفر نیز بر اثر طوفانی شدید، در سال ۱۹۹۶ جان خود را از دست دادند. همچنین شرایط نابسامان ناحیه مرگ باعث می‌شود سقوط افراد باعث از بین رفتن آنها شود.

## شناسایی بلندترین قلهٔ جهان

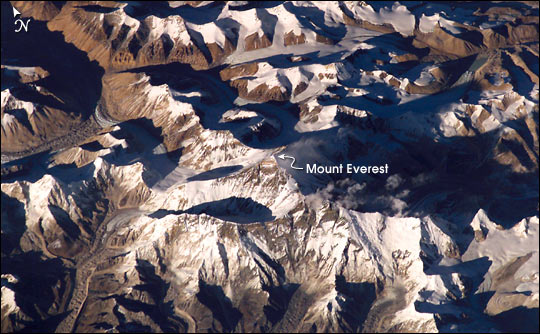
تصویری هوایی گرفته شده توسط ناسا که می‌توان قله اورست را در رشته‌کوه هیمالیا دید

در سال ۱۸۰۸ بریتانیا طرح نقشه‌برداری مثلثاتی بزرگ هند را به منظور شناسایی مکان و نام‌های بلندترین کوه‌های جهان آغاز نمود. در ابتدا تیم نقشه‌برداری با حمل یک تئودولیت (دوربین نقشه‌برداری) غول پیکر ۵۰۰ کیلویی (که برای جابجایی آن احتیاج به ۱۲ نفر بود) رفته‌رفته به سمت شمال حرکت کردند تا ارتفاعات را تا حد امکان، دقیق اندازه‌گیری کنند. تیم مذکور سرانجام در دهه ۱۸۳۰ به دامنه‌های رشته کوه‌های هیمالیا رسیدند. با این وجود کشور نپال به علت داشتن سوءظن تجاوز سیاسی و دیگر احتمالات موجود از ورود تیم استعماری بریتانیایی به نپال جلوگیری کرد. همچنین همه تلاش‌ها و درخواست‌های تیم نقشه‌برداری با شکست مواجه شد.
به همین علت، تیم می‌بایست مشاهدات خود را از تراز، منطقه‌ای مشرف و موازی با رشته‌کوه هیمالیا ادامه می‌داد. شرایط این منطقه به علت وجود باران‌های سیل‌آسا و مالاریا بسیار دشوار بود. بطوریکه سه نقشه‌بردار بر اثر مالاریا جان خود را در حالی از دست دادند که دو تن دیگر به علت ناتوانی‌های جسمی مجبور به استراحت بودند.

## نام‌گذاری
نام تبتی کوه اورست، چومولونگما یا کومولانگما (مادر مقدس) است. برگردان لغوی آن به چینی ژومولانگما فنگ (چینی ساده: 珠穆朗玛峰؛ چینی باستانی: 珠穆朗瑪峰) که اشاره به مادر زمین دارد است. ترجمهٔ چینی آن شنگمو فنگ (چینی ساده: 圣母峰؛ چینی باستانی: 聖母峰) است که اشاره به مادر مقدس دارد. با توجه به گزارش‌های انگلیسی در میانهٔ سده نوزدهم، نام محلی آن در دارجیلنگ، دئودونگا به معنی کوه مقدس گزارش شده است.
در سال ۱۸۶۵ انجمن سلطنتی جغرافیا نام رسمی این کوه را پس از پیشنهاد اندرو اسکات واو، رئیس وقت ممیزی بریتانیا در هند برگزید. واو این نام را به یادبود سر جرج اورست انتخاب کرد. هرچند تلفظ امروزی نام این کوه (اورست) متفاوت با تلفظ نام جرج اورست (ایورست) است.
در اواخر سده نوزدهم بیشتر نقشه‌کشان به اشتباه دچار این باور بودند که نام محلی این کوه «گاریسانکار» است. این اشتباه نتیجهٔ سردرگمی در ناحیهٔ دیدی بود که اورست و گاری‌سانکار را در یک راستا قرار می‌داد. بعدها این اشتباه از زاویهٔ دید کاتماندو اصلاح شد.
در اوایل دههٔ ۱۹۶۰ دولت نپال نام رسمی ساگارماتا را بر کوه اورست نهاد. این نام پیشتر به کار نرفته بود. درحالیکه ساکنان محلی، عموماً آن را با نام چومولونگما می‌شناختند. دولت نپال برنامه‌ای برای یافتن نامی نپالی برای کوه معین کرد. چرا که نام شارپا/تبتی چومولونگما به علت مغایرت با طرح نپالیزه کردن این کشور، قابل قبول نبود.
در سال ۲۰۰۲ روزنامه پیپلز دیلی در مقاله‌ای با ادامه استفاده نام انگلیسی این کوه در غرب مخالفت کرد. این مقاله متذکر شده بود که نام چینی این کوه که از ۲۸۰ سال پیش در نقشه‌های چینی آورده شده و نسبت به نام انگلیسی آن ارجحیت دارد.

## اندازه‌گیری
در سال ۱۸۵۶ اندرو واگ ارتفاع قلهٔ اورست (بعدها با نام قله ۱۵) را ۸٬۸۴۰ متر گزارش کرد که این مقدار پس از چند سال محاسبه بر روی مشاهدات جمع‌آوری شده توسط طرح نقشه‌برداری مثلثاتی گزارش شد.
اخیراً ارتفاع این کوه ۸٬۸۴۸ متر شناخته شد. با این حال مقداری اختلاف در اندازه‌گیری همواره وجود دارد. در ۹ اکتبر ۲۰۰۵ پس از چند ماه اندازه‌گیری و محاسبه، سازمان ملی نقشه‌برداری جمهوری خلق چین، رسماً ارتفاع این کوه را ۸٬۸۴۴٫۴۳ متر ± ۰٫۲۱ متر گزارش کرد. این سازمان مدعی است که این مقدار، دقیق‌ترین و جامع‌ترین مقداری بوده که در طول تاریخ برای این کوه گزارش شده است. این ارتفاع بر پایه بلندترین نقطهٔ صخره و بدون محاسبهٔ ارتفاع برف و یخی است که روی آن را پوشانده است. همچنین تیم چینی، توده‌ای از یخ و برف را به عمق سه متر اندازه‌گیری کردند که با افزودن آن به ارتفاع اندازه‌گیری شده، همان مقدار محاسبه شده قبلی یعنی ۸٬۸۴۸ متر به دست می‌آمد. تغییر ضخامت این توده در طول زمان، باعث این می‌شود که هیچ‌گاه نتوان ارتفاعی قطعی برای آن تعیین نمود.
ارتفاع ۸٬۸۴۸ متر برای نخستین‌بار توسط یک پروژهٔ نقشه‌کشی هندی در سال ۱۹۵۵ در فاصله‌ای نزدیک‌تر به کوه و با استفاده از تئودولیت تعیین شد. سپس این مقدار متعاقباً توسط اندازه‌گیری یک تیم چینی در سال ۱۹۷۵ تأیید شد. در هر دو پروژه، ارتفاع کلاهک برفی نیز علاوه بر بلندترین نقطهٔ صخره‌ای اندازه‌گیری شده بود. در مه ۱۹۹۹ هیئتی اعزامی به رهبری بردفورد واشبورن، یک واحد جی‌پی‌اس را بر روی سطح بستر صخره‌ای قرار دادند که این محاسبه ارتفاع ۸٬۸۵۰ متر به علاوهٔ ۱ متر سطح کلاهک برفی را نشان داد. با این حال هیچ‌یک از این مقادیر توسط دولت نپال به رسمیت شناخته نشده و این مورد بارها در جایگاه‌های مختلف آورده شده است.
نقشه‌ای با مقیاس ۱:۵۰٬۰۰۰ حاوی جزئیات زیاد از منطقهٔ خومبو و بخش جنوبی کوه اورست توسط اروین اشنایدر، عضو تیم اعزامی جهانی صعود هیمالیا در سال ۱۹۵۵ تهیه شد. همچنین برجسته‌نگاری پرجزییات‌تری از منطقهٔ اورست توسط بردفورد واشبورن در اواخر دههٔ ۱۹۸۰ با عکس‌برداری هوایی گسترش‌یافته تهیه شد.
چنین تصور می‌شود که حرکات صفحه‌های پوستهٔ زمین سبب افزایش طول قله و جابه‌جایی آن به سمت شمالشرق می‌شود. گزارش‌های حاصل از دو محاسبه نشان می‌دهند که آهنگ تغییرات به صورت ۴ میلیمتر افزایش ارتفاع و ۳–۶ میلیمتر حرکت به سمت شمالشرق در سال است. اما دیگر محاسبات حاکی از آن است که جابه‌جایی بیشتر از این مقدار (۲۷ میلیمتر) بوده و حتی کاهش ارتفاع نیز پیشنهاد شده است.
در سال ۲۰۱۰ چین و نپال پس از سال‌ها اختلاف برسر ارتفاع اورست نهایتاً توافق کردند که کوه اورست رسماً ۸۸۴۸ متر است. به اعتقاد دولت نپال، پس از وقوع زمین‌لرزه ۷٫۸ همالیا ممکن است عدد فوق کاهش یابد. همین موضوع اختلاف ده ساله‌ای را بین چین و نپال ایجاد کرد.
بنا به گزارش سی‌ان‌ان در ۸ دسامبر ۲۰۲۰ پس از بررسی گروهی از متخصصان تبتی و نپالی، دوباره عدد دقیق ۸۸۴۸٫۸۶ متر مورد توافق دولت نپال و چین قرار گرفت.
در سفر ۲۰۱۹ شی جین پینگ رئیس‌جمهور چین به نپال، هر دو کشور توافق کردند که به‌طور مشترک ارتفاع جدید را اعلام کنند و قله را نمادی جاودانه از دوستی نپال و چین خواندند. پس از بازدید Xi، چین از سمت تبت کوه شروع به اندازه‌گیری کرد.

## مقایسه‌ها
اورست کوهی است که قلهٔ آن بیشترین ارتفاع از سطح آب‌های آزاد را دارا است. با این حال کوه‌هایی دیگری نیز وجود دارند که مدعی لقب بلندترین قله‌های زمین هستند. کوه مائونا کیا در هاوایی، کوهی است که اگر ارتفاع آن از پایهٔ آن اندازه‌گیری شود بلندترین قلهٔ زمین خواهد بود؛ ارتفاع آن از پایه به ۱۰٬۲۰۰ متر می‌رسد. با وجودی که تنها ۴٬۲۰۵ متر از آن بالاتر از سطح دریا است.
همچنین به دلیل شکل خاص کره زمین، شعاع کره زمین در استوا بیشترین مقدار است. آتشفشان چیمبورازو در اکوادور فقط یک درجه با استوا فاصله دارد. در حالیکه این مقدار برای اورست (بلندترین قله جهان) ۲۸ درجه است. فاصله قله چیمبورازو از مرکز زمین ۶٬۳۸۴٫۴ کیلومتر است و این فاصله برای اورست ۶٬۳۸۲٫۳ کیلومتر است که دقیقاً ۲٬۱۶۸ متر از اورست بیشتر است. فشار اتمسفریک در قله کوه اورست و ارتفاع ۸٬۸۴۸ متر (۲۹٬۰۲۹ فوت) برابر است با ۳۴ کیلوپاسکال (۲۵۵ تور) و نقطه جوش آب نیز ۷۱ درجه سلسیوس (۱۶۰ درجه فارنهایت) است.

## مسیرهای صعود
کوه اورست دارای دو مسیر اصلی صعود است که یکی در دامنهٔ جنوبی در نپال و دیگری در دامنهٔ شمالی در تبت قرار دارد. همچنین تعداد زیادی مسیرهای فرعی که استفادهٔ کمتری از آنها می‌شود. در بین این دو مسیر، مسیر جنوبی آسان‌تر است و بیشتر مورد استفاده قرار می‌گیرد. این مسیر همچنین مسیر صعود ادموند هیلاری و تنزینگ نورگای (نخستین صعود موفق به قله در سال ۱۹۵۳) است. همچنین این مسیر، نخستین مسیر از بین پانزده مسیری است که تا سال ۱۹۹۶ برای صعود به قله شناخته شده است.

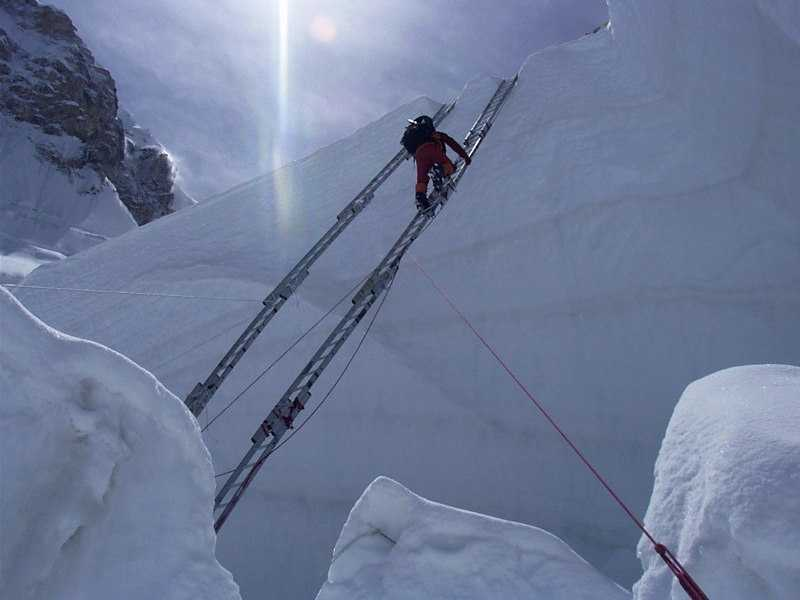
یک کوهنورد درحال عبور از روی یک یخچال با استفاده از پله

بیشتر اعزام‌ها قبل و در طول ماه مه و قبل از فصل تابستان و بادهای موسمی انجام می‌گیرند. هنگامی که فصل بادهای موسمی رفته‌رفته فرا می‌رسد تغییرات به وجود آمده، از سرعت تندباد که به سمت شمال می‌وزد می‌کاهد. صعودهایی که بعضاً در فصول بعد از بادهای موسمی و در سپتامبر و اکتبر هنگامی که تندبادها دوباره به سمت شمال شروع به وزش می‌کنند سخت‌تر خواهند بود. چرا که برف‌های باقی‌مانده از ابرها و بادهای موسمی و همچنین توده‌های هوایی با پایداری کمتر، آخرین توان خود را در این ناحیه تخلیه می‌کنند.

### مسیر جنوبی
صعود از طریق مسیر جنوبی با عزیمتی به پایگاه اصلی در ارتفاع ۵٬۳۶۴ متری آغاز شد.

## صعودها

### نخستین صعود موفق توسط تنزینگ و هیلاری، ۱۹۵۳

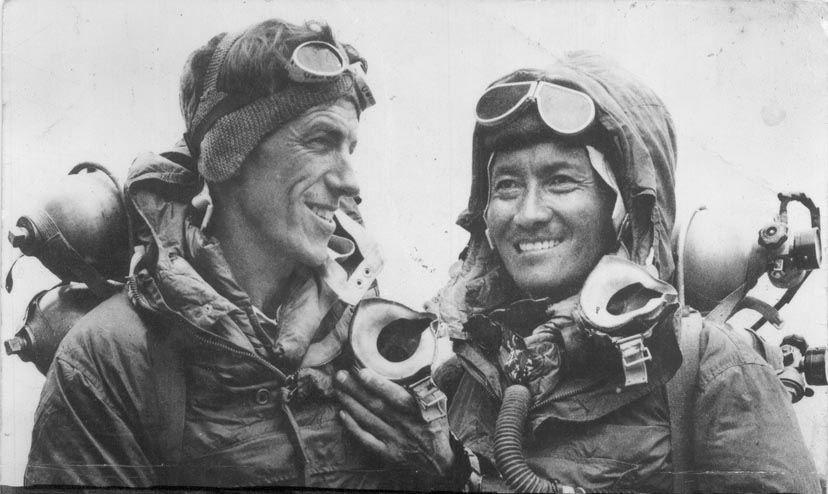
تنزینگ و هیلاری

نخستین صعود به قله کوه اورست توسط تنزینگ نورگای و ادموند هیلاری تحت سفر اکتشافی بریتانیا در ۱۹۵۳ انجام شد. تنزینگ نورگای همه راه را با ادموند هیلاری، زنبوردار اهل نیوزلند همراهی کرد. این دو در طول سه دهه با وجود چندین تلاش ناموفق برای صعود قله باز به تلاش خود ادامه دادند. تنزینگ در طول دو دهه یکی از افرادی بود که در شش تلاش برای صعود به قله شرکت داشت؛ از جمله صعود سال ۱۹۵۲ که تا نزدیکی قله هم رسیده بودند.

### نخستین صعود بدون استفاده از کپسول اکسیژن
در ۸ مه ۱۹۷۸ رینولد مسنر (ایتالیا) و پیتر هابلر (اتریش) نخستین صعود بدون استفاده از کپسول اکسیژن از طریق مسیر جنوبی را رقم زدند. در ۲۰ اوت ۱۹۸۰ تیم اتریشی هابلر برای نخستین‌بار، قلهٔ اورست را بدون استفاده از کپسول اکسیژن و هرگونه پشتیبانی از مسیر سخت‌تر شمالی فتح نمودند. آنها پس از شروع حرکت از کمپ خود در ارتفاع ۶٬۵۰۰ متری برای رسیدن به قله، سه روز متوالی وقت صرف کردند.

### فرود بالگرد
در ۴ مه ۲۰۰۵ خلبان فرانسوی، دیدیر دلساله، یک فروند بالگرد یوروکوپتر ای‌اس۳۵۰ اکوروی بی۳ را بر فراز قلهٔ اورست فرود آورد و پس از حدود ۴ دقیقه دوباره پرواز کرد. بر همین اساس، دلساله رکورد فرود و پرواز در بلندترین ارتفاع را نصیب خود کرد.

## درآمد
کوه‌نوردان منبع کسب درآمد توریستی قابل توجهی برای کشور نپال هستند. دولت این کشور برای صدور جواز صعود، همه کوه‌نوردان را ملزم به پرداخت مبلغ گزافی می‌کند.